# Левантински француски
Левантински француски је варијанта француског језика која се употребљавала на Леванту (Сирији и Либану), а данас само у Либану. Француски је, поред арапског, званични језик Либана и користи се нарочито у државној администрацији. 
Као познати трговци Либанци су одувек били полиглоте. Језик образовања у Либану је енглески или француски. Нарочито је у хришћанској, маронитској заједници популаран француски језик као знак образовања и статуса.